# 米利都市場大門
米利都市場大門（德語：das Markttor von Milet）是一座位於德國柏林博物馆岛佩加蒙博物館的一座大型大理石紀念碑。它原建於公元2世紀的米利都，並在10或11世紀的地震中被毀。
在1900年代初，市場大門被德國考古隊發掘，並在柏林博物館重建。原先的結構僅有碎片倖存下來，由於重建工程中使用全新材料製作，因此這種做法曾引起了批評。大門在第二次世界大戰中遭到破壞，並在1950年代進行了修復。進一步的修復工作則是在2000年代進行。

## 概要
米利都市場大門是一座大型大理石紀念碑，寬約30公尺，高16公尺，深5公尺，其建築共有兩層結構、三個門道和一些浮雕、壁龕 。在屋頂層和樓層之間則設有帶有公牛和花卉浮雕的華麗過梁。
該結構的突出山牆，則是由科科林斯柱式和複合柱支撐。由於幾個世紀以來僅保存底部和較低的結構。重建工程中則大幅度使用附加材料，包括磚、水泥和鋼。大門則用鐵樑固定在後面的牆上。
在米利都，二樓的壁龕通常以皇帝的雕像為特色，其中一些描繪著皇帝與野蠻人作戰的情景。

## 歷史

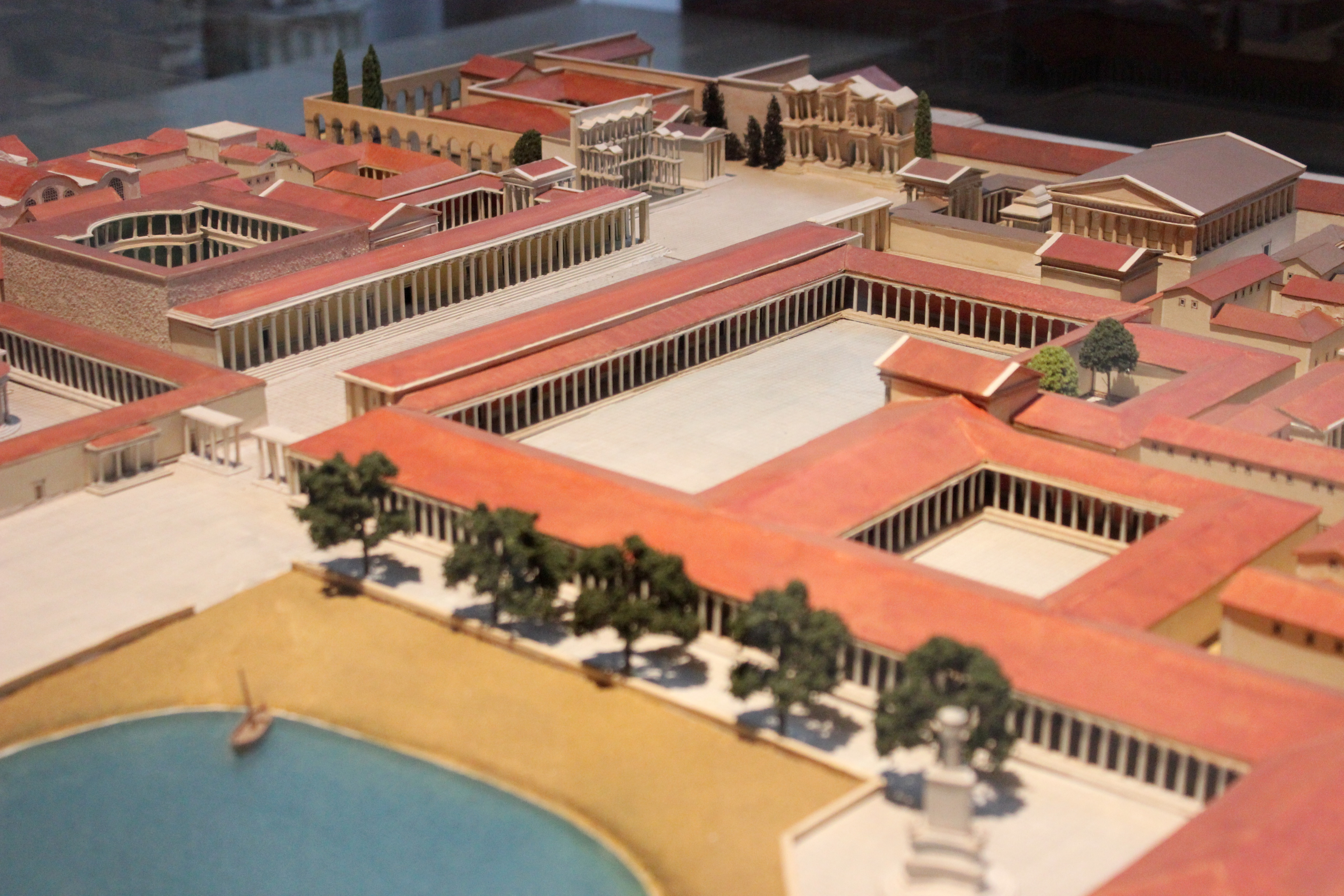
佩加蒙博物館中米利都比例模型，市場大門位於中心右側。

### 米利都
市場大門建於公元2世紀的米利都，很可能是在公元120至130年左右哈德良皇帝統治期間所興建。取代傳統形式的山門，最初大門作為南部市場或阿哥拉的北部入口使用。
在地震受到破壞後，市場大門在3世紀進行了修復。當查士丁尼在538年加強米利都的防禦時，城門也被併入城牆系統的一部分。在10世紀或11世紀，一場地震導致大門倒塌。結構的碎片被清理並使用於周圍的建築物，大部分結構都埋入地下。

### 發掘與重建

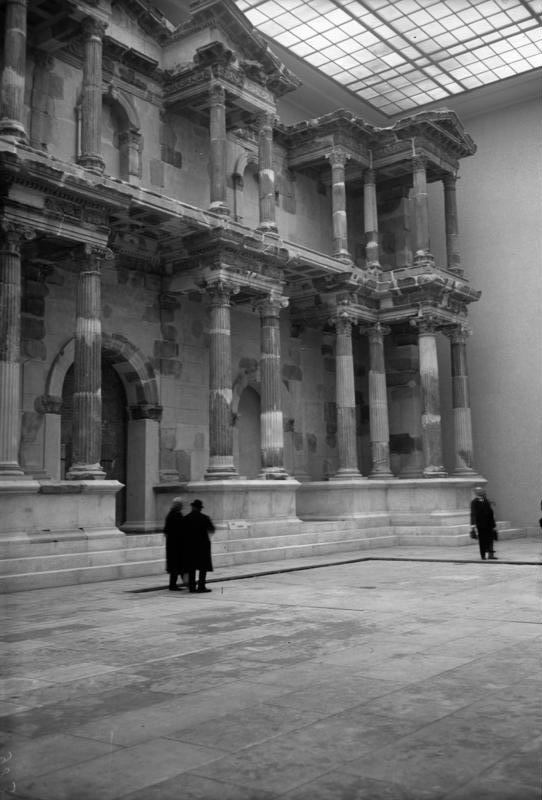
重新組裝後不久的市場大門；不同顏色的部分顯示了原件結構的不完整性

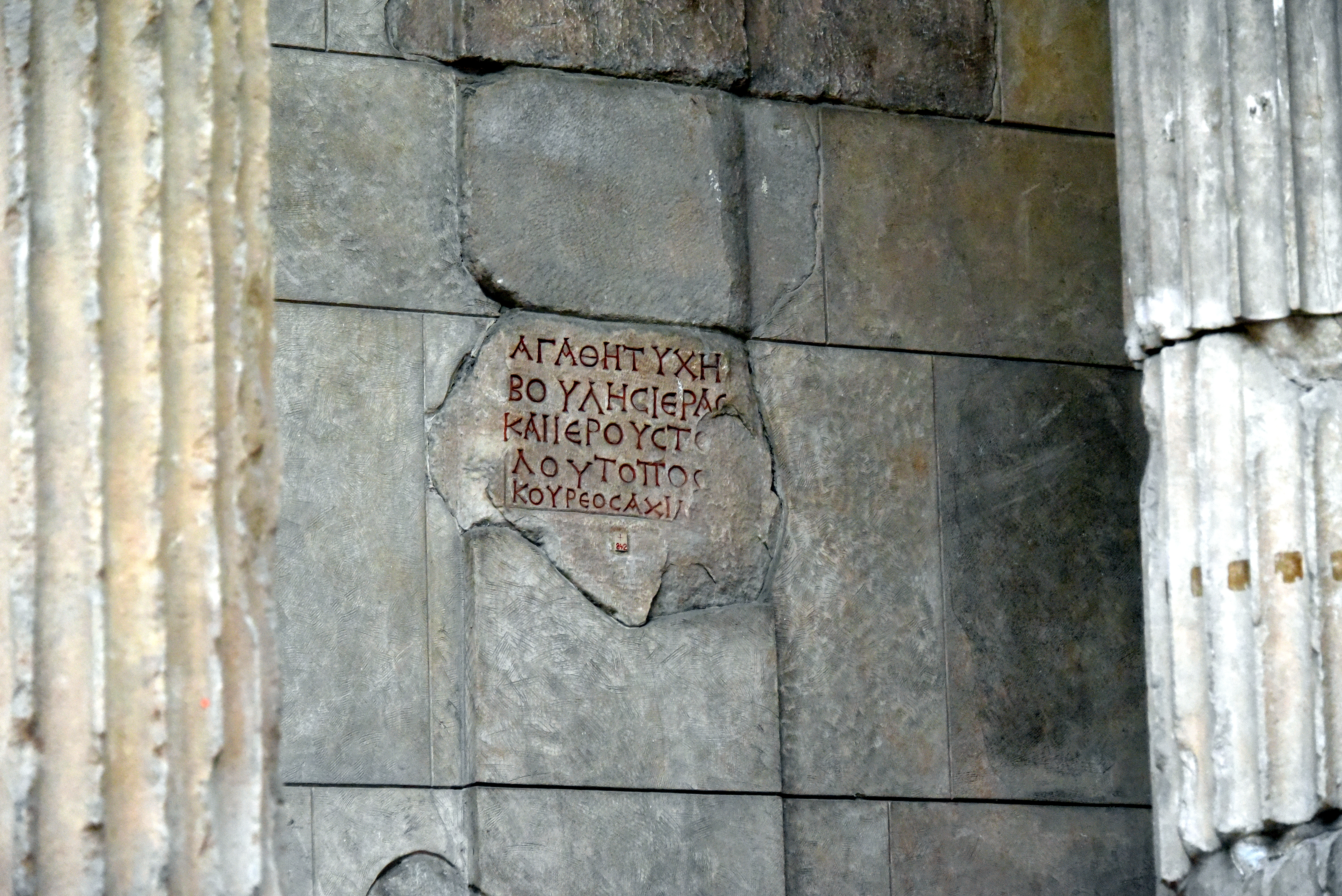
米利都市場大門後牆上的希臘銘文。

1899年到1911年，德國考古學家特奧多爾·維甘德在米利都進行了一系列挖掘工作。並在1903年挖掘出市場大門，1907年到1908年，市場大門的結構碎片被運送到柏林。維甘德曾在他的日記中寫道，他使用復原模型向德皇威廉二世做了一次演示，威廉二世對此表示印象深刻，以至於他下令在佩加蒙博物館「像劇院背景一樣」全面重建大門。
1925年到1929年，市場大門在擴建的博物館館舍中重新組裝750多噸碎片 。然而，現場碎片並無法構成整個大門，導致在重建過程中必須使用填充材料組裝結構 ，包括中間樓層的柱子及山形牆的部分。用鋼加固的磚和水泥則補充了下部結構的少數遺跡。導致部分原來的柱子碎片結構被挖出，留下3到4厘米的厚度填充鋼和砂漿。以至於1920年代和1930年代，佩加蒙博物館被大眾批評，並有著恢復原貌表示懷疑的評論。

### 二戰到現在
在柏林大轟炸中，市場大門遭到空襲攻擊而嚴重破壞。大門上方的屋頂、天窗與防護磚牆遭到破壞。其建築右翼倒塌，部分結構則被火災和彈片損壞；博物館廳舍的受損的使大門在外暴露了約兩年的風化。
在冬天過去後，館方則建造了一個臨時屋頂以保護大門，從1952年到1954年，該結構在考古學家HH Völker的監督下進行了大規模修復。但是並未有太多文獻詳細說明該修復工作地進行。
下一次重大修復工作發生在2000年代，由於室內大氣效應和不相容建築材料的結合，導致大門保存開始惡化。因此館方需要在結構前增加柵欄以保護遊客。在修復之前，大約從2003年、2004年期間透過攝影、考察及測量記錄了結構的狀態，並製作出3D攝影測量模型。
2005年12月，在結構周圍搭建了腳手架，並在入口隧道的外部和內部都設有透明的保護罩。在最初的修復階段之後，腳手架和覆蓋物於2008年底被拆除。

## 外部連結
维基共享资源上的相關多媒體資源：米利都市場大門
52°31′16″N 13°23′46″E / 52.521°N 13.396°E